# Петър Бонев
Вижте пояснителната страница за други личности с името Петър Бонев.
Петър Бонев Тошев е български националреволюционер и учител. Един от ръководителите на Априлското въстание (1876) в Перущица.

## Животопис
Петър Бонев е роден през 1837 г. в Перущица. Получава първоначалното си образование в родния си град. По-късно продължава гимназиалното образование в Белград. Тук попада в средите на революционната българска емиграция и влиянието на Георги Раковски и Васил Левски. Участва в Първата българска легия (1861 – 1862). След разтурването на легията се завръща в България и учителства последователно в Перущица и Пазарджик.
Участва заедно с Васил Левски в създаването на Перущенския частен революционен комите на ВРО и е негов председател. Включва се и в Пазарджишкия частен революционен комитет.
Особено деен е организирането на Априлското въстание през 1876 г. Завръща се в Перущица и отново е начело на комитета.
При избухването на въстанието командва силите в Перущица и организира отбраната на града. Съпротивата на перущенци е сломена едва след като срещу тях е изпратена редовна османска армия използваща артилерия. Петър Бонев загива по време на сраженията с многократно превъзхождащ противник.

## Памет
На Петър Бонев е наречена улица в квартал „Люлин“ в София (Карта).